# Dune: House Atreides
Duna: Casa Atreides é uma obra de ficção científica publicada em 1999. Escrito por Brian Herbert e Kevin J. Anderson, a história de passa no universo fictício de Duna, criado originalmente por Frank Herbert . É o primeiro livro da trilogia prequel Prelúdio de Duna, que se passa anos antes dos eventos de Duna, criada por Frank Herbert em 1965. A Bantam Books fechou um acordo de US$ 3 milhões de dólares para as obras em 1997. Os livros do Prelúdio de Duna são baseados em notas deixadas por Frank Herbert antes de sua morte.
Duna: Casa Atreides ficou em 13º lugar na lista de mais vendidos do The New York Times no seu lançamento, subindo para 12º lugar na segunda semana de publicação.

## Resumo do enredo
A história começa 35 anos antes dos eventos de Duna original. O livro possui três narrativas interconectadas que giram em torno de Leto (herdeiro da Casa Atreides), Barão Vladimir Harkonnen (governador interino de Arrakis), e do Príncipe Herdeiro Imperial Shaddam. Em uma história paralela vemos um jovem Duncan Idaho escapando da escravidão nas mãos da Casa Harkonnen, um jovem planetólogo Pardot Kynes fazendo amizade com os Fremen nativos de Arrakis, e os problemas das Bene Gesserit em gerar um filho da união entre a Reverenda Madre Gaius Helen Mohiam e Vladimir Harkonnen.
Enquanto Leto estuda política na corte do conde Dominic Vernius em Ix, um exército conjunto Tleilaxu e Sardukar ataca o planeta, pegando todos de surpresa. Leto consegue escapar para Caladan (seu planeta natal) acompanhado de Rhombur e Kailea, os filhos do Conde. Os conquistadores Tleilaxu começam a usar os recursos de Ix para o " Projeto Amal ", com o objetivo de criar melange sintética de forma a eliminar a dependência de Arrakis.
O duque Paulus recepciona Leto e os herdeiros de Vernius em Caladan. Lady Helena, no entanto, se opõe veementemente à proteção das crianças Ixianas, ao ponto de drogar um touro salusano, que acaba matando o Velho Duque durante uma tourada. Com a morta de Paulus, Leto se torna o novo duque, enviando sua mãe para um mosteiro. Um tempo depois, Shaddam secretamente mata seu pai, se tornando o Imperador Padishah. Ele convida nobres de todo o Império para participar de sua cerimônia de coroação em Kaitain .
Enquanto isso, o Barão Harkonnen, que inventou uma nave invisível com a ajuda de um cientista richese, faz seu sobrinho Glossu Rabban atacar uma delegação Tleilaxu de forma a fazer parecer um ataque dos Atreides. Leto opta por um julgamento antes que o Landsraad e as Bene Gesserit o salvem com evidências do envolvimento de Corrino na tomada de Ix pelos Tleilaxu. Shaddam, desejando manter o Projeto Amal em segredo, usa sua influência para afetar o julgamento e declarar Leto inocente.

## Recepção
Duna: Casa Atreides ficou em 13º lugar na lista de mais vendidos do The New York Times no seu lançamento, subindo para 12º lugar na segunda semana de publicação.
Os críticos ressaltaram o que seria uma qualidade inferior do livro em comparação aos escritos por Frank Herbert (autor original de Duna), com considerações de que as novas histórias escritas pelos jovens Herbert e Anderson poderiam atrair novos leitores para os livros originais.
Gerald Jonas do The New York Times diz que os leitores que já conheciam a série iriam gostar de ver personagens e cenários familiares, mesmo que o livro seja rico em diálogos mas com pobres descrições de ação.
John Snider, do SciFi Dimensions, descreve as prequels de Herbert e Anderson como "suculentas" e "caricaturais", ao mesmo tempo em que "tornam as histórias esotéricas e filosóficas de [Frank] Herbert mais acessíveis a um público maior". Da mesma forma, a Publishers Weekly caracteriza o enredo de Duna: Casa Atreides como "intrincado", porém ainda acessível a novos leitores que podem se interessar em conhecer os livros clássicos escritos por Frank Herbert.
A análise de Casa Atreides da Kirkus Reviews considera que a tentativa dos autores de continuar a saga Duna tem "toques inventivos" e uma trama tortuosa que estariam no mesmo nível da complexidade dos originais, se não fossem "menos sutis" com "personagens decepcionantemente superficiais" que "proporcionam uma trama menos poderosa". O benefício do seu trabalho, considera Kirkus, é aumentar o interesse na série original.
Greg L. Johnson, do SF Site, elogia a escolha dos autores em focar nos personagens secundários de Duna com os quais os leitores estão familiarizados, embora lamente que não haja um desenvolvimento das personagens femininas. A prática de abrir cada capítulo com citações da série original continua, mas Johnson vê essas citações como "menos inteligentes e instigantes" do que originalmente.
No RPGnet, o autor Scott Lynch analisou o livro como "decepcionantemente medíocre" e nada esclarecedor em comparação com os personagens sutis e competentes da série original:

"Os lugares estão definidos, a mesa está pronta, mas a refeição servida é, em última análise, magra e insatisfatória... Onde Duna é
The places are set, the table is ready, but the meal that is served is ultimately thin and unsatisfying… Onde a sutileza de Duna era multifacetada e madura, os eventos do prequel são, às vezes, deprimentemente infantis. A palavra 'grotesco' vem à mente."

## Adaptação
Em maio de 2020 foi anunciado que a Boom! Studios havia adquirido os direitos de história em quadrinhos e graphic novel de Duna: Casa Atreides, com a ideia de adaptar a história em 12 edições em quadrinhos escrita pelos autores originais Brian Herbert e Kevin J. Anderson . O projeto foi concluído em dezembro de 2021.